# Dehdez
Dehdez (persiska: دهدز) är en ort i Iran.   Den ligger i provinsen Khuzestan, i den centrala delen av landet, 500 km söder om huvudstaden Teheran. Dehdez ligger 1 537 meter över havet och antalet invånare är 3 610.
Terrängen runt Dehdez är kuperad åt sydost, men åt nordväst är den bergig. Runt Dehdez är det ganska tätbefolkat, med 56 invånare per kvadratkilometer. Dehdez är det största samhället i trakten. Omgivningarna runt Dehdez är i huvudsak ett öppet busklandskap.